# Murder!
Murder! is een Britse thriller uit 1930, geregisseerd door Alfred Hitchcock. Het verhaal is gebaseerd op een roman en een toneelstuk genaamd Enter Sir John van Clemence Dane en Helen Simpson. De hoofdrollen worden vertolkt door  Herbert Marshall en Norah Baring. 
Hitchcock liet gelijktijdig ook een Duitstalige versie van de film opnemen getiteld Mary.

## Verhaal
Diana Baring, een actrice die met een theatergezelschap rondreist ,wordt op een dag gevonden bij het lijk van een vermoorde collega. Ze kan zich niets herinneren van wat er is gebeurd. Omdat zij en de vermoorde actrice geduchte rivalen waren, is Diana automatisch hoofdverdachte in de zaak. Bij haar rechtszaak oordeelt de jury dat Diana ofwel schuldig is, of anders aan schizofrenie lijdt. 
Slechts 1 jurylid, een acteur genaamd Sir John Menier, is niet zo zeker van Diana’s schuld. Via technieken en trucs die hij in het theater heeft geleerd probeert hij te achterhalen wat er werkelijk gaande is. Hij vraagt verder Ted Markham en zijn vrouw om hulp bij zijn onderzoek.
Sir Johns zoektocht leidt hem naar Handel Fane, een andere collega van Diana die een travestiet blijkt te zijn. Zij blijkt de moordenaar. Sir John slaagt erin een verklaring van haar los te krijgen, zodat Diana wordt vrijgesproken.

## Rolverdeling
| Acteur             | Personage                |
| ------------------ | ------------------------ |
| Herbert Marshall   | Sir John Menier          |
| Norah Baring       | Diana Baring             |
| Phyllis Konstam    | Doucie Markham           |
| Edward Chapman     | Ted Markham              |
| Miles Mander       | Gordon Druce             |
| Esme Percy         | Handel Fane              |
| Donald Calthrop    | Ion Stewart              |
| Esme V. Chaplin    | Prosecuting Counsel      |
| Amy Brandon Thomas | Defending Counsel        |
| Joynson Powell     | Judge                    |
| S.J. Warmington    | Bennett                  |
| Marie Wright       | Miss Mitcham             |
| Hannah Jones       | Mrs Didsome              |
| Una O'Connor       | Mrs Grogram              |
| R.E. Jeffrey       | Foreman of the Jury      |
| Alan Stainer       | Jury Member              |
| Kenneth Kove       | Mr. Mathews, Jury Member |
| Guy Pelham Boulton | Jury Member              |
| Violet Farebrother | Mrs. Ward, Jury Member   |
| Clare Greet        | Jury Member              |
| Drusilla Wills     | Jury Member              |
| Robert Easton      | Jury Member              |
| William Fazan      | Jury Member              |
| George Smythson    | Jury Member              |
| Ross Jefferson     | Jury Member              |
| Picton Roxborough  | Jury Member              |
| Alfred Hitchcock   | Man op straat (cameo)    |
| Gus McNaughton     | Tom Trewitt              |

## Achtergrond

### Notities
- Murder! was Hitchcocks derde thriller, en een van zijn weinige films uit het whodunit-genre.
- De rechten op de film werden in 2005 gekocht door Canal+. Een geremasterde versie van de film werd in 2007 uitgegeven op dvd door Lionsgate Home Entertainment.

### Mary
Hitchcock liet behalve een Engelstalige versie, ook een Duitstalige versie met Duitse acteurs opnemen. Beide films werden tegelijk opgenomen op dezelfde sets. In de Duitstalige versie spelen Alfred Abel en Olga Tschechowa de hoofdrollen. De enige Britse acteurs die ook in de Duitse versie meespelen zijn Miles Mander en Esme V. Chaplin. 
De Duitstalige versie werd lange tijd beschouwd als een verloren film, maar werd op 21 april 2006 uitgebracht als extra op de Duitstalige dvd van Murder!